# Liouc
Liouc is een gemeente in het Franse departement Gard (regio Occitanie) en telt 179 inwoners (2004). De plaats maakt deel uit van het arrondissement Le Vigan.

## Geografie
De oppervlakte van Liouc bedraagt 9,5 km², de bevolkingsdichtheid is 18,8 inwoners per km².
De onderstaande kaart toont de ligging van Liouc met de belangrijkste infrastructuur en aangrenzende gemeenten.

## Demografie
Onderstaande figuur toont het verloop van het inwonertal (bron: INSEE-tellingen).